# Dorothy Uhnak
Œuvres principales
- La Main à l'appât (1968)
- Le Registre (1970)

Dorothy Uhnak, née Goldstein, (Bronx, New York, 24 avril 1930 - Greenport, New York, 8 juillet 2006) est une autrice américaine de roman policier.

## Biographie
Née dans le Bronx, à deux pas d'un poste de police, Dorothy Golstein se destine à une carrière dans les forces de l'ordre.  Après ses études au New York City College, elle devient agent, et deux ans plus tard, détective au Metropolitain New York Transit Police. Cette carrière lui assure de côtoyer au quotidien des criminels souvent dangereux.  Ses premières années d'expérience sur le terrain se retrouvent dans son premier roman en partie autobiographique Policewoman: A Young Woman's Initiation Into the Realities of Justice, publié en 1964.   Le succès rencontré par ce livre la décide à quitter ses fonctions pour se lancer dans l'écriture.
Entre 1968 et 1997, elle fait paraître sous le pseudonyme de Dorothy Uhnak (prononcez YOU-nak) près de dix romans, dont les trois premiers offrent une sorte de trilogie mettant en scène la jeune femme détective Christie Opara, modèle de l'auteur elle-même pendant ses années de service.  Ici, comme dans ses romans suivants, les descriptions brutes et précises de Uhnak, la violence présentée sans concession et la vérité psychologique des personnages sont relatées par une narration sans concession. 
Fort bien reçus par la critique et le grand public, plusieurs des romans de Uhnak, lauréats de prix prestigieux, ont été adaptés par la télévision américaine. Ainsi la trilogie de Opara a donné lieu à une émission pilote (diffusée comme téléfilm en France sous le titre de Danger pour une beauté noire) et à une série policière en 22 épisodes, Get Christie Love ! (en) (1974-1975).  Teresa Graves y incarne la détective Christie Opara, rebaptisée Christie Love pour les besoins de la production.
Dorothy Uhnak se suicide par overdose en 2006.

## Œuvre

### Romans

#### SérieChristie Opara
- The Bait (1968) Publié en français sous le titre La Main à l'appât, Paris, Presses de la Cité, Mystère no 13, 1969 ; réédition, Paris, Librairie des Champs-Élysées, Le Masque no 2109, 1992
- The Witness (1969) Publié en français sous le titre Témoin à décharge, Paris, Presses de la Cité, Mystère no 104, 1970 ; réédition, Paris, Librairie des Champs-Élysées, Le Masque no 2197, 1994
- The Ledger (1970) Publié en français sous le titre Le Registre, Paris, Presses de la Cité, Mystère no 132, 1971 ; réédition, Presses de la Cité, coll. Punch no 96, 1971 ; réédition, Paris, Librairie des Champs-Élysées, Le Masque no 2093, 1992

#### Autres romans
- Policewoman (1964)
- Law and Order (1973) Publié en français sous le titre Le Flic, Paris, Presses de la Cité, 1974 ; réédition, Paris, France-Loisirs, 1974
- The Investigation (1977) Publié en français sous le titre La Mort est un jeu d'enfants, Paris, Éditions du Masque, 1989 ; réédition, Paris, LGF, Le Livre de poche no 7577, 1991
- False Witness (1981) Publié en français sous le titre Un très mauvais souvenir, Paris, Gallimard, Série noire no 1853, 1981 ; réédition, Paris, Librairie des Champs-Élysées, Le Masque no 2152, 1993
- Victims (1986) Publié en français sous le titre Victimes, Paris, Presses de la Cité, 1987; réédition, Paris, Presses-Pocket no 3462, 1990
- The Ryer Avenue Story (1993)
- Codes of Betrayal (1997)

## Prix et distinctions
- Prix Edgar-Allan-Poe du meilleur roman policier 1968 pour La Main à l'appât[1]
- Grand prix de littérature policière du meilleur roman étranger 1971 pour Le Registre[2]

## Sources
- Claude Mesplède, Dictionnaire des littératures policières, vol. 2 : J - Z, Nantes, Joseph K, coll. « Temps noir », 2007, 1086 p. (ISBN 978-2-910-68645-1, OCLC 315873361), p. 917.
- Claude Mesplède et Jean-Jacques Schleret, SN, voyage au bout de la Noire : inventaire de 732 auteurs et de leurs œuvres publiés en séries Noire et Blème : suivi d'une filmographie complète, Paris, Futuropolis, 1982 (OCLC 11972030), p. 363-364.